# Матра

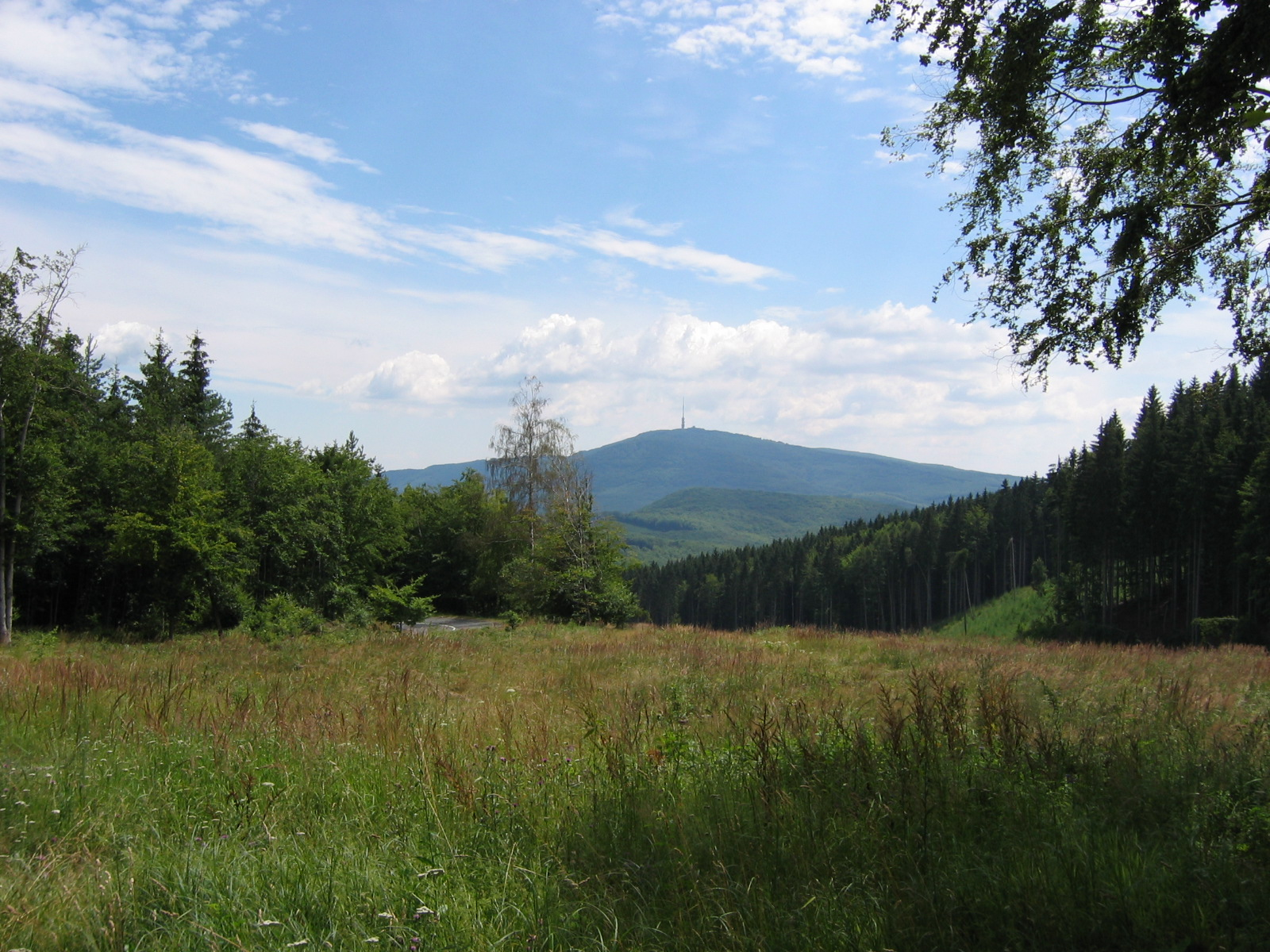
гора Кекеш (1014 м)

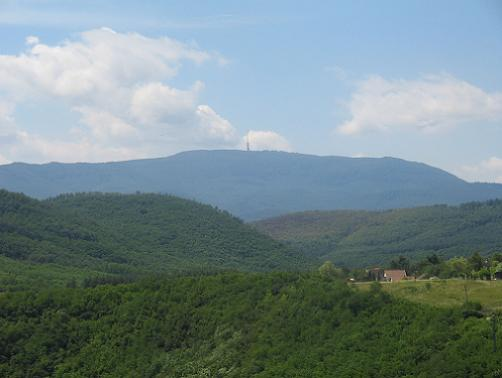
Матра влітку

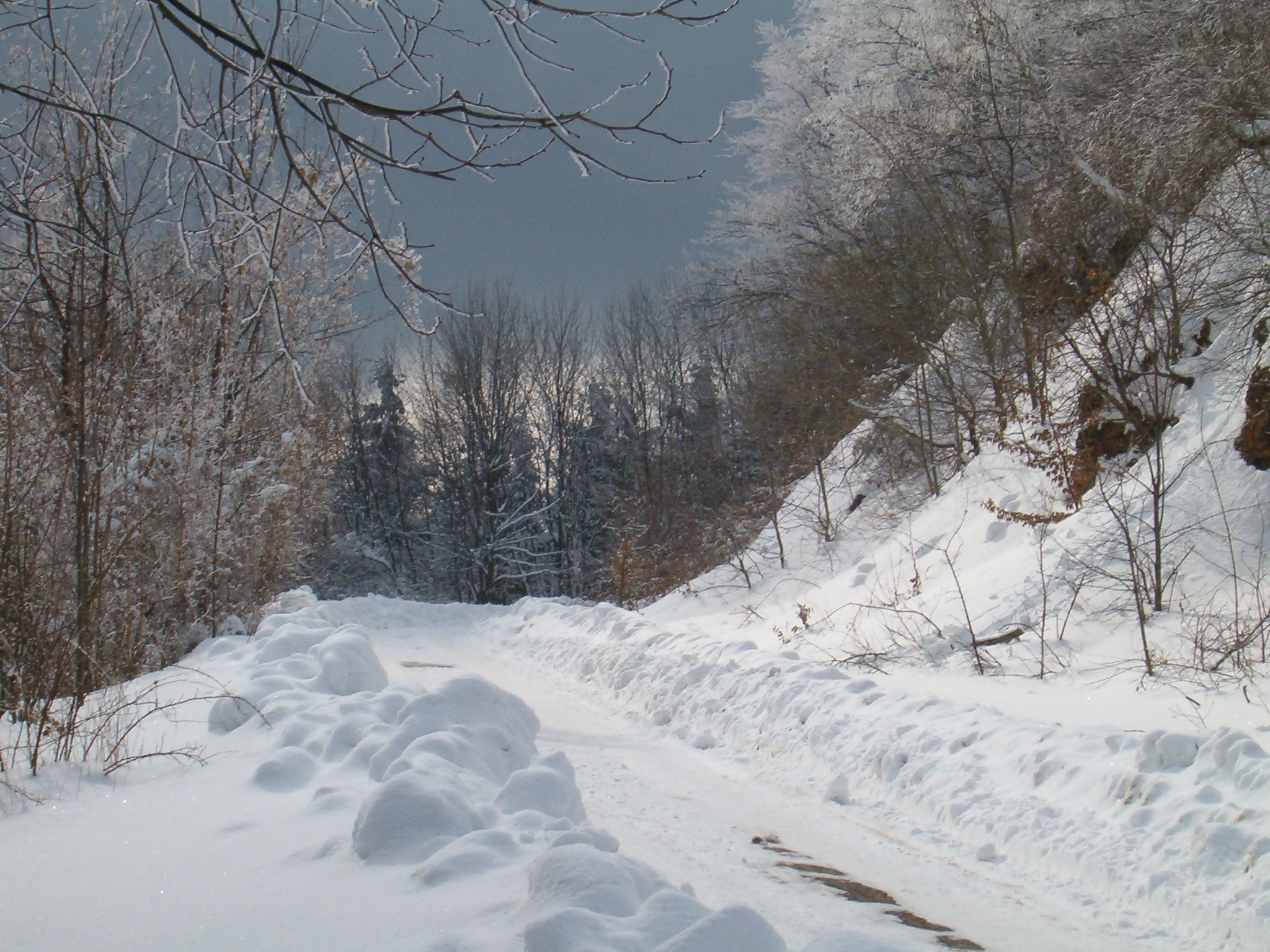
Матра взимку

Ма́тра (угор. Mátra) — гірський масив у Північній Угорщині. 
Гора Кекеш (1014 м) — найвища гора масиву Матра і всієї Угорщини. Рослинність — дубові й букові ліси, також сади, виноградники.
Підгір'я Матри (Матраалья) — важливий виноградарський регіон Угорщини.
Термальні джерела. Гірськолижні траси.
Курорти:
- Бюксек
- Парад
- Матрафюред